# Périgord Blanc

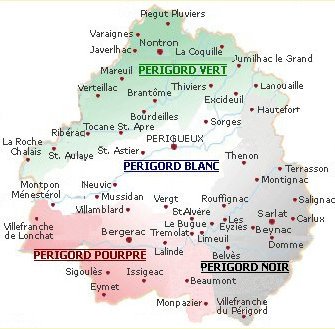
Ligging van Périgord Blanc in de Périgord

Périgord Blanc (Wit-Périgord) is een deel van het departement Dordogne in Frankrijk in de voormalige provincie Périgord.
De hoofdstad is Périgueux.
Andere plaatsen zijn:
- Montpon-Ménestérol
- Mussidan
- Neuvic
- Saint-Astier
- Saint-Pierre-de-Chignac